# Sandra Lawson

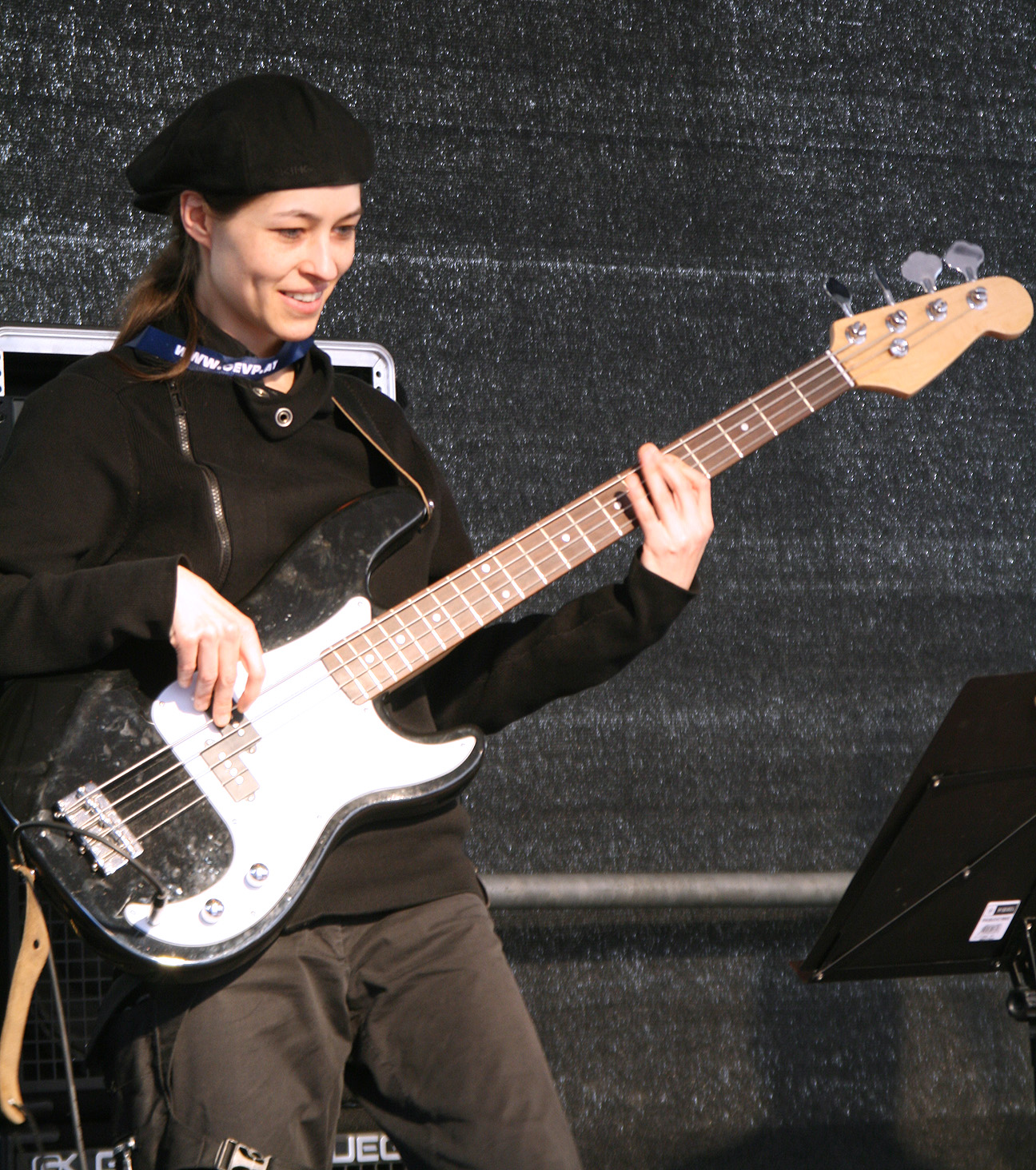
Sandra Lawson
(Best of Strizzis – Adi Hirschal & Wolfgang Böck, Wien 2008)

Sandra Lawson (* 22. April 1976 in Wien) ist eine österreichische Bassistin.

## Biografie
Von 1989 bis 1992 lernte Lawson bei Konrad Schrenk Gitarre an der Musikschule Gumpoldskirchen (heute Joe-Zawinul-Musikschule) in Niederösterreich. Daneben sammelte sie erste Erfahrungen als Rhythmusgitarristin und Sängerin in verschiedenen Bands. Von der Gitarre wechselte sie zum E-Bass und begann 2003 das Diplom-Studium für Jazz am Vienna Konservatorium.
Es folgten Engagements in den Live-Bands zahlreicher Musiker, darunter Adi Hirschal & Wolfgang Böck (Best of Strizzis), Anik Kadinski, Beckermeister, Boris Bukowski, Celia Mara, Colours ´n´ People feat. Stella Jones, Eddie Cole, Gernot Pachernigg, Harri Stojka, Illuminati Groove Project, La Funk, Manfred Holub, Mongo Stojka, Mozartband, Peter Cornelius, Prince Zeka System & Dunia Moja, Willi Resetarits, der Vienna Soul Society feat. Big John, SheSays und Andreas Gabalier.
Zugleich arbeitete sie als Studiomusikerin unter anderem mit Aschenputtel, Beckermeister, Harri Stojka, Luttenberger*Klug, dem Mike Otis Project und bei Produktionen wie dem Kiddy Contest und der Benefiz-CD Gib niemals auf für die österreichische Muskelforschung.

## Diskografie (Auswahl)
- Harri Stojka: Gitancœur (2000)
- Peter Cornelius: Live auf der Donauinsel (2006)
- Beckermeister: Weiter (2007)
- Beckermeister u. a.: Gib niemals auf (2008)
- Andreas Gabalier: VolksRock'nRoller Tour (2012)
- Andreas Gabalier: Home Sweet Home Tour (2013)
- Andreas Gabalier: Mountain Man Tour (2015)